# Arnošt Lustig
Arnošt Lustig (21. prosince 1926 Praha-Libeň – 26. února 2011 Praha) byl český židovský spisovatel a publicista světového významu, autor celé řady děl s tématem holokaustu.

## Životopis
Pocházel z rodiny malého obchodníka. Narodil se v Praze-Libni, kde s rodiči a sestrou Hanou bydlel na Královské třídě č. p. 428 (dnes Sokolovská ulice) a po čase na Královské č. p. 137. Zde také vychodil obecnou školu a začal studovat na reálce, ze které však byl roku 1941 z rasových důvodů vyloučen (jako Žid), poté se vyučil krejčím. Dne 13. listopadu 1942 byl poslán do Terezína, kde se mimo jiné setkal s Petrem Ginzem (1928–1944) a jeho hodnotným chlapeckým časopisem Vedem. Později poznal i další koncentrační tábory, Osvětim a Buchenwald. V dubnu 1945 jako zázrakem uprchl z transportu smrti (z Buchenwaldu do Dachau) a ukrýval se až do konce války v Praze. Holokaust přežila jen jeho matka a sestra. Jeho otec byl po příjezdu do Osvětimi v roce 1944 poslán hned do plynu, protože měl brýle a bylo mu 52 let. Lustigova díla se už od prvních povídkových souborů zabývají právě tematikou Židů a druhé světové války. Po válce se oženil s Věrou Weislitzovou (1927–2009), která je autorkou básnické sbírky Dcera Olgy a Lea a knihy povídek Pes z Klagenfurtu.

### Po válce
Mnozí lidé dokonce nevěřili, čím si Arnošt Lustig prošel, nakonec když podle jeho slov : „ Pak jsem zjistil že když to vyprávím že mě lidi nevěří, a to mě trápilo a dráždilo, a objevil jsem když to napíšu, že mi věří, to co by mě ústně nevěřili, a tak jsem začal psát “. 
Od roku 1946 studoval na Vysoké škole politické a sociální, začal také přispívat do novin a časopisů. Roku 1948 odjel do Izraele jako zpravodaj Lidových novin v izraelsko-arabské válce, po návratu pracoval jako redaktor Čs. rozhlasu, kde se velmi spřátelil s F. R. Krausem a stal se jeho žákem. Poté byl vedoucím kulturní rubriky týdeníku Mladý svět, byl i scenáristou Čs. filmu (Barrandov): napsal mj. scénář podle své novely Modlitba pro Kateřinu Horovitzovou.

### Člen KSČ
V průběhu padesátých a šedesátých let vystřídal několik zaměstnání. Byl členem Komunistické strany Československa.
V doposud nezveřejněném rozhovoru s Karlem Hvížďalou uvádí, že litoval rozhodnutí, že hlasoval v redakci Československého rozhlasu pro popravu Milady Horákové. 
„Pamatuji se na to velmi dobře a dodneška mě to straší. V rozhlase jsem pracoval s Aškenazym a Pavlem a najednou nás svolali. Přišel soudruh z Ústředního výboru KSČ a řekl nám, že existuje zrádce a škůdce lidově demokratického režimu, že je paní Horáková členkou spiknutí několika lidí, a proto že dostala trest smrti. Líčil to dost dramaticky, přednesl výčet jejich zrad a pak dodal, že se ke všemu přiznala, a říkal: Soudruzi, souhlasíte s tím?“
Hlasování proběhlo už po procesu a Arnošt Lustig se Hvížďalovi přiznal, že jej vůbec nesledoval. „Protože mě tehdy nic nezajímalo, chtěl jsem jen psát. A učit se psát. Všichni zvedli ruku, tak jsem zvedl taky ruku,“ přiznal.
„Tenkrát podobné schůze měly mechanické, strojové rituály. Já osobně vůbec neměl tušení, kdo je Milada Horáková. To jméno jsem na schůzi Československého rozhlasu slyšel poprvé. Vůbec jsem to nesledoval," uvedl Lustig
Až doma si prý uvědomil, že souhlasil s popravou člověka, kterého vůbec neznal. „Teprve když jsem přišel domů, byl sám se sebou, řekl jsem si: Člověče, jak můžeš zvednout ruku, že souhlasíš s popravou člověka, kterého vůbec neznáš? A to mě od té doby straší.“

### Emigrace a Izrael
V srpnu 1968 trávil Arnošt Lustig s rodinou a dalšími novináři a umělci dovolenou v Itálii. Zde se ráno 22. srpna dozvěděl o invazi vojsk Varšavské smlouvy do Československa. Do Prahy se už s manželkou a dětmi nevrátili. Nejdříve odjeli do Jugoslávie, kde působil v záhřebském filmovém studiu, poté žili v Izraeli. V roce 1970 se usadili v USA, kde Lustig od roku 1973 přednášel film, literaturu a scenáristiku na Americké univerzitě ve Washingtonu. V roce 1978 byl na washingtonské American University jmenován profesorem.

### Po Sametové revoluci
Po návratu do Prahy se v roce 1990 stal čestným presidentem nově založené Společnosti Franze Kafky. V roce 1995 se stal šéfredaktorem české verze časopisu Playboy.
V sobotu 26. února 2011 zemřel v Praze na rakovinu.

## Odkaz
K prvnímu výročí spisovatelova úmrtí v roce 2012 byla Česko-izraelskou smíšenou obchodní komorou zřízena Cena Arnošta Lustiga. Oceněnými se stávají osobnosti, které v sobě spojují vlastnosti, jako jsou „odvaha a statečnost, lidskost a spravedlnost“.

## Dílo

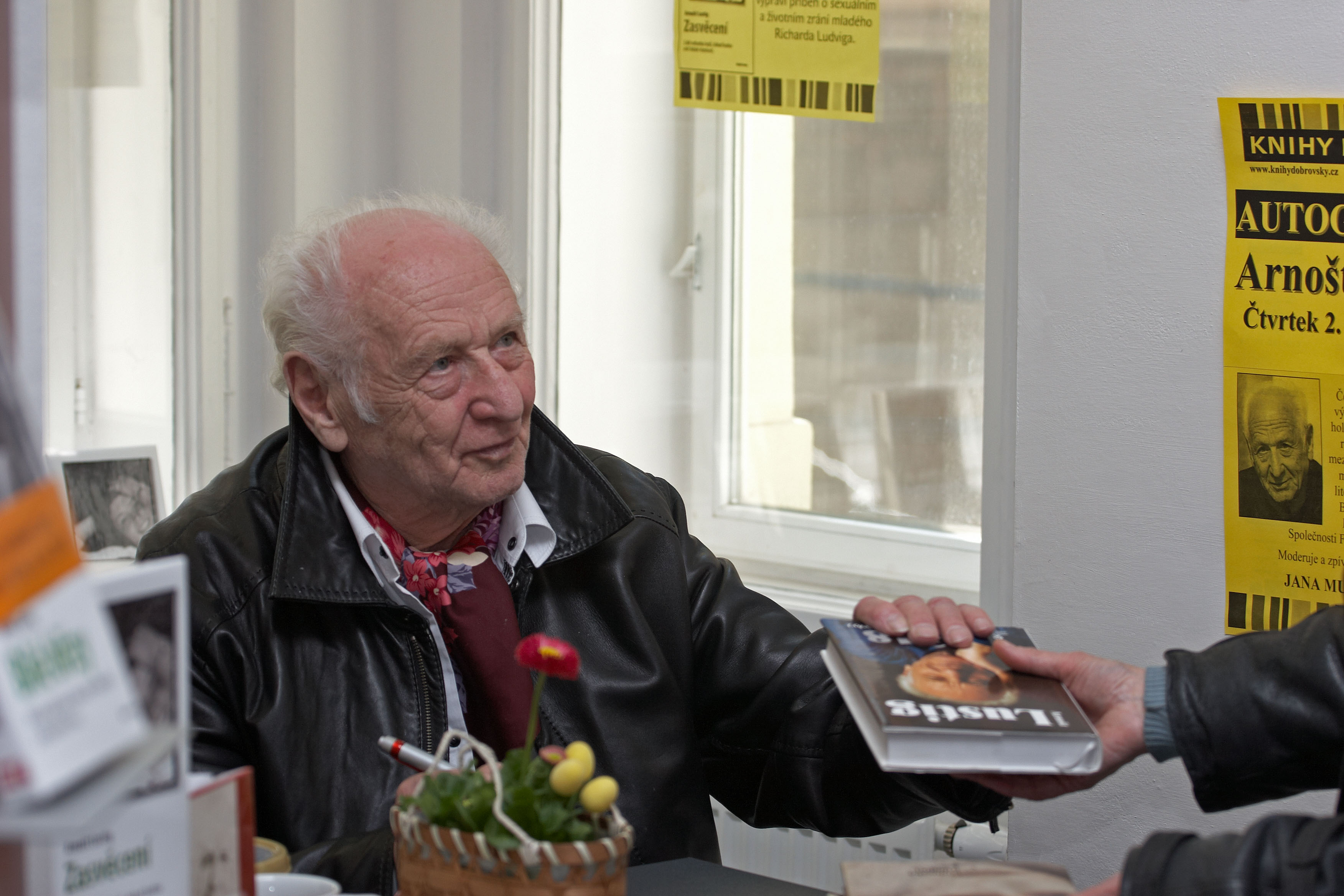
Dne 2. dubna 2009 při autogramiádě v Brně

Jeho tvorba málokdy vybočila z tématu holokaustu. Jeho knihy náleží k tzv. druhé vlně válečné prózy, tj. válečná próza z 50. a 60. let. Autoři druhé vlny se spíše soustředili na psychiku a vztah jedince k době než na události v širších souvislostech, na rozdíl od faktograficky zaměřených autorů vlny první.

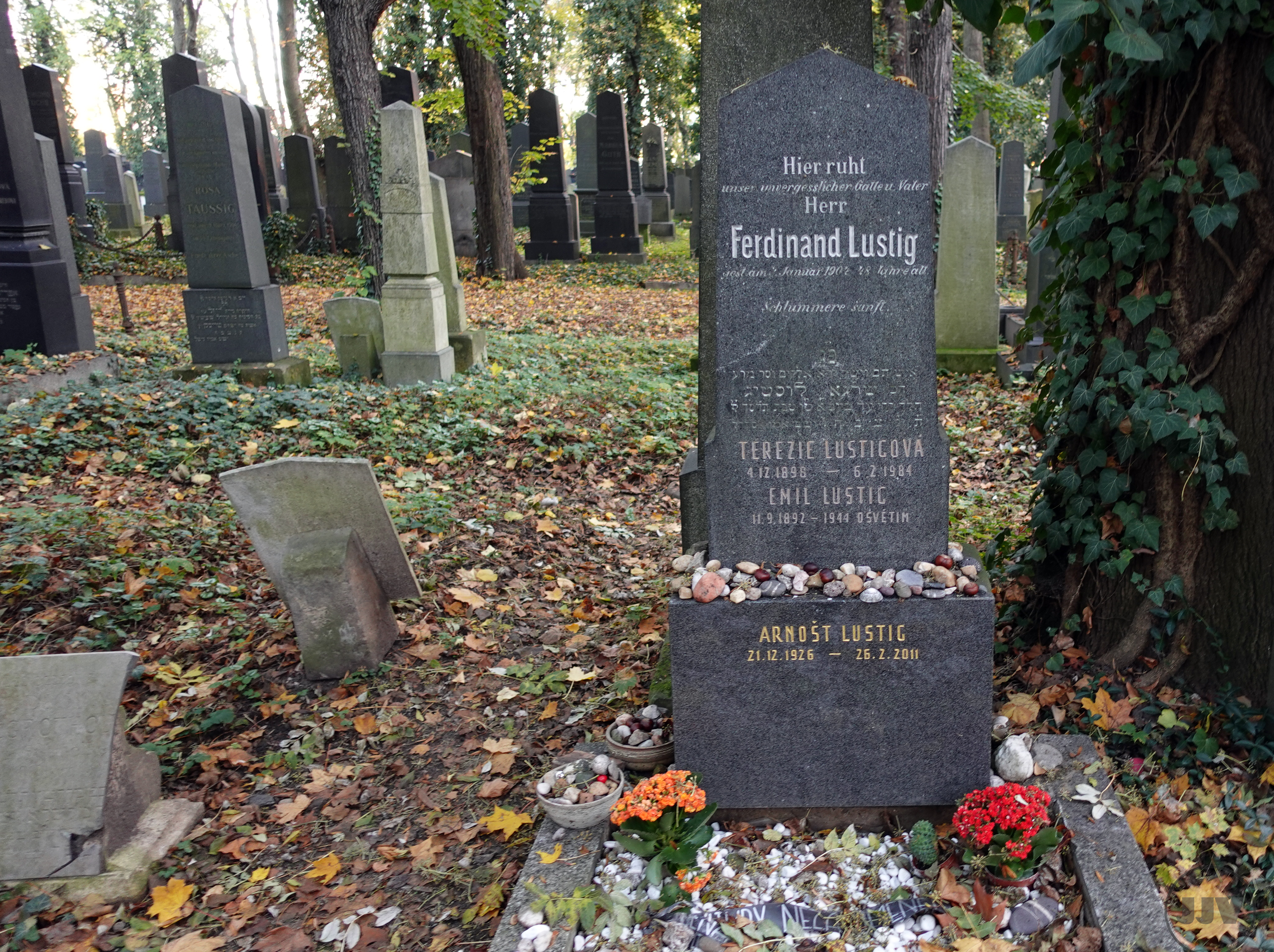
Nový židovský hřbitov na Olšanech, oddíl 11

Rysy jeho tvorby: vychází z drastických zkušeností hlavně z koncentračních táborů (vydává osobní zpověď). Chtěl tímto způsobem své dceři vylíčit tuto dobu. Zachycuje osudy mladých dívek, žen a starých lidí (jsou nejvíce zranitelní, protože jsou bezbranní). Všechny události představuje tak, jako by byly každodenní. Příběhy jsou buď povídky, nebo novely a první vznikaly už v 1. pol. 50. let. Své příběhy neustále přepracovával. Již od svých prvních próz soustředěných v povídkových sbírkách Noc a naděje a Démanty noci píše Lustig příběhy, v jejichž centru stojí obyčejné, zdánlivě nehrdinské lidské charaktery konfrontované s mezní životní situací v koncentračním táboře. Válečnou tematiku neopouští ani ve svých rozsáhlejších, psychologicky laděných textech Můj známý Vili Feld a Dita Saxová. Ve svých prózách i s odstupem padesáti let hledá smysl lidství a podstatu lidského bytí. Pro jeho prózy poznamenané zkušenostmi s nacistickou genocidou je charakteristická věcnost podání a střízlivá dramatičnost.
- Noc a naděje, 1957 – sb. povídek, 7 povídek inspirovaných vlastními zážitky autora v terezínském ghettu
- Démanty noci, 1958 – sb. povídek, obsahuje povídku Tma nemá stín, která byla podle scénáře, na kterém se A. L. rovněž podílel, v režii Jana Němce roku 1964 zfilmována a patří ke klenotům české kinematografie, Kniha povídek a novel Démanty noci byla vydána poprvé v nakladatelství Mladá fronta v roce 1958. V češtině a četných překladech pak vyšla ve světě ještě několikrát. Spolu s románem Dita Saxová patří nejen k vrcholům Lustigovy tvorby, ale také do zlatého fondu poválečné literatury.
- Ulice ztracených bratří, 1959 – sb. povídek
- Můj známý Vili Feld, 1961 – novela, příběh člověka, který si obratně získává prospěch v Němci obsazené Praze i v prostředí koncentračního tábora (po válce pak deziluze a pocit zbytečnosti)
- První stanice štěstí, 1961 – povídky s poněkud socialistickým nádechem
- Dita Saxová, 1962 – novela, o dívce, která se vrací z koncentračního táboru a není pro své otřesné zážitky schopná navázat normální život; kvůli nejistotě v poválečném světě nakonec odjíždí do Švýcarska a páchá sebevraždu
- Noc a den, 1962 – přepracovaný soubor již dříve vydaných povídek
- Transport z ráje, 1962
- Nikoho neponížíš, 1963 – sb. 4 povídek z prostředí protektorátu a Květnové revoluce
- Modlitba pro Kateřinu Horovitzovou, 1964 – novela podle skutečné události z roku 1943 v Itálii (Tehdy Němci na Sicílii zajali bohaté židovské podnikatele s americkými pasy, pod záminkami z nich vymámí jejich peníze a ožebračí je, pak je pošlou s mladou tanečnicí Kateřinou do plynu. Ta si to jako jediná uvědomí, vytrhne dozorci pistoli a zastřelí ho, i když ví, že vzpoura je marná.)
- Vlny v řece, 1964 – souborné vydání několika jeho předchozích prací
- Bílé břízy na podzim, 1966; přepracováno jako Bílé břízy, 2008
- Propast: Román, 1966 – vojín spadne do propasti a smrtelně se zraní, bilancuje svůj život
- Hořká vůně mandlí, 1968 – povídky, osudy jedné z mnoha židovských rodin zasažených holokaustem, tematikou jsou koncentrační tábory, válka a její následky
- Miláček, 1968 – román, zde zúročil zkušenost z izraelsko-arabského konfliktu, milostný příběh odehrávající se v obleženém Jeruzalémě, očima novináře Danyho Polnauera je sledován milostný příběh z první izraelsko-arabské války. Většina vydaného nákladu byla zničena. Nové doplněné vydání 2009.
- Nemilovaná: Z deníku sedmnáctileté Perly Sch., 1979 – novela, příběh prostitutky v terezínském ghettu stylizovaný jako její deník;
- Král promluvil, neřekl nic, 1990 – román, návrat k postavě Viliho Felda z románu Můj známý Vili Feld
- Tma nemá stín, 1991
- Velká trojka, 1991 – Arnošt Lustig, Josef Škvorecký, Milan Kundera
- Trilogie o osudech tří židovských žen:
  - Colette: Dívka z Antverp, 1992
  - Tanga: Dívka z Hamburku, 1992
  - Lea: Dívka z Leeuwardenu, 2000
- Dům vrácené ozvěny, 1994
- Dívka s jizvou, 1995
- Kamarádi, 1995 – přibližuje život party židovských mladíků v Praze
- Modrý den, 1995
- Porgess, 1995
- Neslušné sny, 1997
- Oheň na vodě: Povídky, 1998
- Dobrý den, pane Lustig: myšlenky o životě, 1999
- Krásné zelené oči, 2000
- Odpovědi: Rozhovory s Harry Jamesem Cargassem a Michalem Bauerem, 2000
- Eseje: Vybrané texty z let 1965–2000, 2001
- 3 x 18 (portréty a postřehy), 2002 (spoluautor František Cinger); Lustigovy vzpomínky a úvahy
- Zasvěcení, 2002
- Esence, 2004 – sbírka citátů
- O literatuře, 2006 – úvaha o literatuře a sbírka povídek (česky, německy, anglicky, francouzsky)
- O ženách, 2008 – úvaha o ženách (spoluautorka Markéta Mališová)
- Zloděj kufrů, 2008 – román o lásce náctiletých – Ludvíčka Adlera a Markétky Fischerové v Terezíně
- Láska tělo a smrt, 2009 – dvě povídky (autorka druhé je Michaela Kabátová)
- Zpověď, 2009 – esence vzpomínek a úvah o životě
- Láska a tělo, 2009 – román milostných vyznání a esejistických podobenství o smyslu života
- Okamžiky s Otou Pavlem, 2010
- Tachles, Lustig: rozhovor s Arnoštem Lustigem jsme vedli od dubna do začátku srpna 2010 v Praze-Nuslích v restauraci hotelu Union, 2010 (spoluautor Karel Hvížďala)
- O spisovatelích, 2010 (spoluautorka Markéta Mališová)
- Případ Marie Navarové, 2010 – poslední román autora; jak zasáhla smrt Heidricha osud náhodné ženy
- O ženách, 2011, (spoluautorka Markéta Mališová)

Mnohé z Lustigových prací se dočkaly televizní a filmové adaptace.
Po Lustigově emigraci zachránil některé jeho rukopisy spisovatel Ota Pavel tak, že je zazdil na chatě.
O svém životě a díle hovořil v knižním rozhovoru s Karlem Hvížďalou (Tachles, Lustig: rozhovor…).
Spolupracoval s českým sklářem Janem Huňátem na tvorbě designu otisku své dlaně v křišťálovém skle – viz Křišťálovém doteku.

## Ocenění
- 1967: Státní cena za literaturu – za televizní inscenaci románu Modlitba pro Kateřinu Horovitzovou[11]
- 1996: Cena Karla Čapka (za celoživotní dílo)[12]
- 2000: medaile Za zásluhy  1. stupeň
- 2003: Nominace na Pulitzerovu cenu[13]
- 2006: Čestné občanství MČ Prahy 2 uděleno 3. května
- 2008: Udělena Cena Franze Kafky[14]
- 2009: Nominace na Mezinárodní Man Bookerovu cenu – za dlouhodobý přínos světové literatuře v angličtině[15]

### Audiovizuální dokumenty
- LUSTIG, Arnošt; RAUVOLF, Josef et al. Příběh spisovatele Arnošta Lustiga. In: Česká televize [online]. [2009] [cit. 2025-07-11]. Dostupné z: https://edu.ceskatelevize.cz/video/9126-pribeh-spisovatele-arnosta-lustiga
- 13. komnata Arnošta Lustiga. ČR, 2009. 26 min. In: Česká televize [online]. 2009 [cit. 2025-07-11]. Účinkují Arnošt Lustig, Josef Rauvolf, Aleš Haman, Slavomil Hubálek, Markéta Mališová, Aleš Veselý a MUDr. Tomáš Kozák. Režie Petr Slavík. Dostupné také z: https://www.ceskatelevize.cz/porady/1186000189-13-komnata/209562210800003/